# Vasile Forțu
Vasile Forțu (n. secolul al XX-lea – d. secolul al XX-lea) a fost un pilot român de aviație, as al Aviației Române din cel de-al Doilea Război Mondial.
A absolvit Școala militară de ofițeri de aviație în 1939 și a fost înaintat la gradul de sublocotenent aviator pe 1 septembrie 1939.
Sublocotenentul av. Vasile Forțu a fost decorat cu Ordinul Virtutea Aeronautică de război cu spade, clasa Cavaler (4 noiembrie 1941) pentru că „are 101 ieșiri pe front cu 11 lupte aeriene și patru avioane doborîte, iar două probabil. De patru ori lovit în avion de schije și gloanțe. Are 8 atacuri la sol”.
A fost înălțat la gradul de locotenent aviator pe data de 24 ianuarie 1942.

## Decorații
- Ordinul „Virtutea Aeronautică” de Război cu spade, clasa Cavaler (4 noiembrie 1941)[2]
- Ordinul „Coroana României” cu spade, în grad de Cavaler, cu panglică de „Virtutea Militară”, pentru modul deosebit cum s'a

comportat în luptele aeriene (31 martie 1942)